# Versos en la boca
Versos en la boca es el título del 28° álbum de estudio grabado por el cantautor español Joan Manuel Serrat, con arreglos y dirección musical a cargo de Ricard Miralles. Fue lanzado al mercado bajo el sello discográfico BMG Music el 22 de octubre de 2002 y grabado en el Estudio PKO de Madrid y en Zanfonía de Barcelona. 
El autor de música y letra es Joan Manuel Serrat, excepto en los temas De cuando estuve loco (Tito Muñoz y J.M. Serrat), La mala racha (Eduardo Galeano y J.M. Serrat) y Señor de la noche (Luis García Montero).
Este álbum obtuvo una nominación al Premio Grammy Latino al Mejor Álbum Pop Vocal Masculino en la 4° edición de los Premios Grammy Latinos el 3 de septiembre de 2003. perdiendo contra Quizás de Enrique Iglesias.

## Canciones que componen el disco
| Pista | Título                             | Autor                              | Tiempo |
| ----- | ---------------------------------- | ---------------------------------- | ------ |
| 1     | De cuando estuve loco              | Joan Manuel Serrat Tito Muñoz      | 4:55   |
| 2     | Así en la guerra como en los celos | Joan Manuel Serrat                 | 5:08   |
| 3     | La bella y el metro                | Joan Manuel Serrat                 | 4:17   |
| 4     | Qué sería de mí                    | Joan Manuel Serrat                 | 4:07   |
| 5     | África                             | Joan Manuel Serrat                 | 5:53   |
| 6     | Muñeca rusa                        | Joan Manuel Serrat                 | 3:24   |
| 7     | Los recuerdos                      | Joan Manuel Serrat                 | 4:43   |
| 8     | La mala racha                      | Eduardo Galeano Joan Manuel Serrat | 4:26   |
| 9     | Sin piedad                         | Joan Manuel Serrat                 | 4:32   |
| 10    | Es caprichoso el azar              | Joan Manuel Serrat                 | 3:31   |
| 11    | Señor de la noche                  | Luis García Montero                | 4:45   |

## Sencillos
| Año  | Sencillo              |
| 2002 | De cuando estuve loco |
| 2002 | Es caprichoso el azar |
| 2003 | Señor de la noche     |

## Músicos que participaron en la grabación del disco
- Piano: Ricard Miralles
- Bajo y Contrabajo: Víctor Merlo
- Guitarras: David Palau
- Batería: Paco García
- Percusiones: Luis Dulzaides
- Saxo Tenor: Bob Sands
- Fagot: Miguel Simó
- Trompa: José E. Rosell
- Trompeta: José Luis Medrano
- Clarinete: José A. Tomás
- Corno Inglés: Ramón Puchades
- Flauta: José Oliver
- Violines: Pere Bardagí, Paquito Freixas
- Viola: Félix Perrito
- Violoncelo: Manuel Martínez del Fresno
- Mandola: Carles Benavent
- Guitarras flamencas: Niño Josele, Pedro Javier González
- Sanza y baloum: Anthony Seydú